# سك الجوهرة
سُكّ الجوهرة أو عنكبوت الجوهرة (الاسم العلمي Araneus gemmoides) (هو اسم مشترك مع سك جيمة)، نوع عناكب من جنس السك وينتمي إلى فصيلة العنكبوت الغازل المداري. هو عنكبوت شائع الانتشار في الهواء الطلق في الولايات المتحدة الأمريكية وكندا.